# Trespass (film)
Trespass è un film del 2011 diretto da Joel Schumacher.

## Trama
L'uomo d'affari e commerciante di diamanti Kyle Miller, sua moglie Sarah e la loro figlia adolescente Avery vivono in una lussuosa villa a Shreveport, Louisiana. Apparentemente felice, la famiglia ha numerosi problemi: Avery è ribelle, Kyle è spesso assente, mentre Sarah si sente trascurata e annoiata dalla sua vita casalinga.
Una sera, Avery fugge di casa per andare con la sua amica Kendra a una festa a casa di un ragazzo di nome Jake, nonostante i suoi genitori glielo abbiano vietato. Mentre Kyle è in procinto di partire per un viaggio d'affari, la loro casa viene invasa da una banda di delinquenti fintasi poliziotti.
I ladri - il capo Elias, la sua fidanzata spogliarellista Petal, il fratello minore Jonah e Ty - minacciano i due coniugi affinché consegnino tutti i loro diamanti e denaro aprendo la cassaforte nascosta nel muro minacciandoli di iniettare loro una siringa contenente sostanze chimiche letali. Nonostante sia coperto, Sarah riconosce Jonah, che in passato aveva installato il sistema di sicurezza della casa e che le aveva fatto una spietata corte.
Intanto Avery fugge dalla festa dopo aver rifiutato le avance di un ragazzo e torna a casa venendo però catturata anche lei dai ladri. Elias confessa di avere bisogno di soldi per pagare un trapianto di rene per sua madre in fin di vita minacciando di toglierne uno a Kyle ma Sarah, impossessatasi segretamente della siringa, la usa per minacciare di ucciderlo; con ciò Kyle viene liberato e acconsente ad aprire la cassaforte che però si rivela essere vuota. Kyle spiega infatti di essere al verde e di aver ottenuto solo soldi in prestito ma non viene creduto: Elias colpisce Kyle alla mano e ruba la collana di diamanti di Sarah ma Kyle rivela che in realtà è senza valore poiché solo una replica di zirconi. A questo punto, Elias decide di rubare un rene ad Avery ma, quando Kyle propone di cedergli il suo, Elias confessa che sua madre è in realtà morta e che è stato solo uno stratagemma.
Sarah viene portata in cucina dove Jonah gli confessa di amarla e di proteggerla, mentre Kyle e Avery vengono legati e portati nel soggiorno. Riescono a liberarsi grazie a un accendino, poi in qualche modo attivano il sistema di sicurezza della casa e iniziano una colluttazione con Ty, che si conclude quando riescono a iniettargli una piccola dose della siringa al braccio, tramortendolo. Elias spara a Kyle alla gamba rivelandogli di essere in realtà uno spacciatore di droga che lavora per un sindacato del crimine organizzato. Poco dopo aver ricevuto un lavoro per vendere 180.000 dollari di droga, Elias e Petal erano stati derubati e nel tentativo di pagare i debiti hanno organizzato il colpo, con la complicità di Ty mentre Jonah ha suggerito al gruppo che la villa dei Miller era il posto giusto dove rubare.
Intanto Avery cerca di fuggire ma viene catturata da Jonah e, nel tentativo di fermare le minacce di morte rivolte ai genitori, risponde a una chiamata di sicurezza che manda poi una guardia alla porta; Sarah cerca di mandarla via ma la guardia riconosce Jonah come un collega e il ladro gli spara in testa.
Avery convince i ladri di poter procurarsi i soldi dal suo ragazzo con Petal, ma in auto la ragazza toglie la cintura di sicurezza alla ladra e va a sbattere, uccidendola. Elias scopre che le pastiglie che dovrebbe prendere il fratello in quanto mentalmente instababile sono solamente delle caramelle.
Kyle era a conoscenza della relazione tra Sarah e Jonah (lo aveva visto tramite delle immagini di videosorveglianza) ma Sarah gli confessa di amare solo lui. Intanto Ty si risveglia e attacca Sarah ma Jonah interviene in difesa della donna e i due hanno una colluttazione in cui Ty arriva a strangolare Jonah ma viene fermato da Elias che lo uccide con due colpi di pistola alla schiena. Ty, poco prima di morire, confessa che i ladri della droga erano in realtà membri della stessa organizzazione criminale e che Jonah si è unito a loro solo per riavvicinarsi a Sarah. Tuttavia Elias si rifiuta di credere alle sue parole.
Sarah e Kyle fuggono nel capanno degli attrezzi ma vengono inseguiti da Jonah e Elias. Accidentalmente i due rompono una parte di muro dove sono custoditi tanti soldi. Elias e Jonah cercano di rubare i soldi ma arriva Avery che li minaccia con una pistola: Elias punta quindi una pistola a Sarah ma ciò porta Jonah ad intervenire uccidendolo. La casa va a fuoco e Jonah dichiara il suo amore a Sarah cercando di portarsela con sé verso le fiamme mentre Sarah cerca di divincolarsi. Kyle, utilizzando una pistola sparachiodi, spara un colpo al collo dell'uomo intrappolandolo così in mezzo alle fiamme.
Avery chiama la polizia mentre Kyle e Sarah riescono a fuggire all'esterno; Kyle le propone di lasciarlo morire in modo che lei e Avery possano intascare l'assicurazione sulla vita ma Sarah gli confessa di amarlo e di non abbandonarlo al suo destino rimanendo con lui con o senza denaro. Avery si riavvicina ai suoi genitori mentre la polizia arriva e circonda la casa.

## Produzione
Il 16 giugno 2010 fu annunciato che Nicole Kidman e Nicolas Cage avrebbero fatto parte del nuovo film di Joel Schumacher: storia di una coppia di coniugi vittima di un sequestro. La sceneggiatura venne scritta da Eli Richbourg e Karl Gajdusek. Le riprese del film si svolsero da fine agosto a ottobre a Shreveport, Louisiana.

## Distribuzione
Il film è uscito nelle sale cinematografiche statunitensi il 14 ottobre 2011. Nel mercato italiano è uscito direttamente in home video.

## Accoglienza

### Critica
Il film ha ricevuto due nomination durante i Razzie Awards 2011: Peggior attore protagonista per Nicolas Cage e Peggior coppia, condiviso tra Nicolas Cage e chiunque appaia nello schermo insieme con lui.